# Piedrabuena
Piedrabuena település Spanyolországban, Ciudad Real tartományban. Piedrabuena Alcolea de Calatrava községgel határos. Lakosainak száma 4345 fő (2024).

## Népesség
A település népessége az elmúlt években az alábbi módon változott:
| Lakosok száma | 4825 | 4816 | 4901 | 4817 | 4815 | 4672 | 4542 | 4395 | 4390 | 4345 |
|               | 2001 | 2004 | 2006 | 2009 | 2011 | 2014 | 2016 | 2019 | 2021 | 2024 |